# 저지대바나하우숲쥐
저지대바나하우숲쥐 또는 루손자이언트숲쥐(Apomys magnus)는 쥐과에 속하는 설치류의 일종이다. 필리핀 루손섬의 토착종이다.

## 특징
작은 설치류로 꼬리 길이 133~154mm를 포함하여 전체 몸길이가 272~305mm이다. 발 길이는 37~41mm, 귀 길이는 21~23mm, 몸무게는 최대 128g이다.